# Puerto Oscuro
Puerto Oscuro es una localidad costera chilena, perteneciente a la comuna de Canela, en la Región de Coquimbo. Está ubicada a 37 km de Canela, dentro del fundo privado del mismo nombre, en una bahía de unos 500 metros de extensión.
Fue antiguamente un puerto donde desembarcaban mercancías para las localidades cercanas y posteriormente se transformó en un puerto donde llegaban barcos con el alquitrán para la construcción de la Ruta 5 norte. La playa tiene poca arena, muchas piedras, es una pequeña bahía y su paisaje se caracteriza por el contraste entre sus casas con palafitos y los altos cerros con grandes acantilados que rodean la pequeña bahía en cuyas costas se emplaza.
A la localidad se accede desde el kilómetro 282 de la Ruta 5 Norte, inmediatamente al norte del peaje troncal Puerto Oscuro, desde donde nace un camino de tierra privado pero de acceso público que recorre 3 kilómetros cruzando la cordillera de la Costa hasta llegar a la bahía de Puerto Oscuro. Sus aguas están protegidas por las rocas y montes de cactus.
La economía local se sustentaba en la pesca. En la actualidad sólo hay 3 botes que se dedican a pescar o recolectar algas ( lessonia trabeculata, Lessonia nigrescens), destacan como especies capturadas en la caleta diferentes especies de lapa: la lapa de arena (Fissurella costata), la lapa negra (Fissurella latimarginata), la lapa reina (fissurella máxima), la lapa marisco (Fissurella crasa), la lapa gaviota (Fissurella brivdesii) y la lapa frutilla (Fissurella cumingi), así como jaibas moras (Homalaspis plana), pescados de roca como el rollizo, la vieja mulata, el bilagay y el apañao,  cochayuyo.
En enero de 2024, comenzaron las obras de construcción de la nueva caleta pesquera de Puerto Oscuro. La infraestructura considera una explanada con una superficie aproximada de 88 m2, con muros de hormigón y con barandas para protección, muelle, puente de acceso, enrocado y señalética de accesibilidad y evacuación ante tsunamis.